# 459 f.Kr.

## Händelser

### Efter plats

#### Persiska riket
- Den judiske prästen Esra samlar ihop och leder en grupp på omkring 5 000 judar från Babylon till Jerusalem.

#### Grekland
- Aten allierar sig med stadsstaten Megara, som hotas av Korinth, vilket leder till krig mellan Korinth och Aten. Krigets första slag, vid Haliesis i Argolisbukten, blir en seger för Korinth, men nästa slag, vid Kekryfaleia (nuvarande Angistrion), vinns av Aten.

#### Romerska republiken
- Equierna ockuperar Tusculum. Som svar på det hot, som detta utgör, bestämmer sig den romerska senaten för att skicka en armé, under konsuln Lucius Cornelius Maluginensis befäl, som hjälp till staden. Dessutom flyttar konsuln Fabius Vibulanus, som vid denna tid belägrar Antium, sina styrkor för att också anfalla Tusculum. Tusculanerna kan återta sin stad och en vapenvila undertecknas snart med equierna.

#### Sicilien
- Sikelernas ledare Douketios förstör den siciliska staden Morgantina (enligt Diodoros Siculus).